# Emrah Bozkurt
Emrah Bozkurt (* 1. März 1980 in Ankara) ist ein türkischer Fußballspieler.

## Karriere
Bozkurt begann mit dem Vereinsfußball in der Jugendabteilung von Önderspor und spielte später für die Jugendmannschaften von Toptancı Hal Varlık SK und Keçiörengücü. Bei letzterem wurde er im Dezember 2000 mit einem Profivertrag ausgestattet in den Profikader aufgenommen. Hier spielte er die nächsten vier Jahre. 2004 wechselte er zum Drittligisten Ankara Demirspor und erlebte eine durchwachsene Spielzeit. Anschließend spielte er für die beiden Viertligisten Erzincanspor und Afyonkarahisarspor und entwickelte sich zu einem der erfolgreichsten Stürmer der unteren türkischen Ligen. 2007 heuerte er beim Zweitligisten Kayseri Erciyesspor an und zog bereits ein Jahr später weiter zum Zweitligisten Diyarbakırspor. Mit dieser Mannschaft erreichte er die Vizemeisterschaft der TFF 1. Lig und damit den direkten Aufstieg in die Süper Lig.
Zum Saisonende trennte er sich von Diyarbakırspor und ging zu Karşıyaka SK. Mit Karşıyaka schaffte er es bis ins Relegationsfinale der TFF 1. Lig und verpasste hier den Aufstieg in die Süper Lig erst in letzter Instanz.
Sommer 2010 wechselte er zu seinem alten Verein und Zweitligisten Kayseri Erciyesspor. In der Spielzeit 2012/13 war er mit 13 Toren hinter Gerard Bi Goua Gohou der zweiterfolgreichste Torschütze seines Teams. Er wurde mit seinem Team zum Saisonende Meister der TFF 1. Lig und stieg damit in die Süper Lig. Nach diesem Erfolg und seinem gleichzeitigen Vertragsende mit Erciyesspor verließ er den Verein und heuerte für die kommende Saison beim Zweitligisten Mersin İdman Yurdu an. Mit dieser Mannschaft erreichte Bozkurt die Play-offs. Nach drei siegreichen Spielen in der Play-off-Runde stieg Bozkurt auch mit Mersin İdman Yurdu in die Süper Lig auf.
Trotz des Aufstiegs wechselte er in der Sommerpause 2014 zu Denizlispor.

## Erfolge
Mit Diyarbakırspor
- Vizemeister der TFF 1. Lig und Aufstieg in die Süper Lig: 2008/09

Mit Kayseri Erciyesspor
- Meister der TFF 1. Lig und Aufstieg in die Süper Lig: 2012/13

Mit Mersin İdman Yurdu
- Play-off-Sieger der TFF 1. Lig und Aufstieg in die Süper Lig: 2013/14